# King of the Ring 1997
King of the Ring 1997 è stato il quinto evento annuale prodotto dalla World Wrestling Federation. L'evento si svolse l'8 giugno 1997 nella Providence Civic Center di Providence, Rhode Island.

## Storyline
Il torneo inizia nella puntata di Raw del 12 maggio 1997, Ahmed Johnson sconfigge Hunter Hearst Helmsley per squalifica qualificandosi alle semifinali. Nella puntata di Raw del 19 maggio 1997 Helmsley sconfisse Crush qualificandosi alle semifinali, prendendo il posto dell'infortunato Vader. Nell'episodio di Raw del 26 maggio 1997 Jerry Lawler batte Goldust qualificandosi alle semifinali. Nell'episodio di Raw del 2 giugno 1997 Mankind sconfigge Savio Vega qualificandosi alle semifinali.
La rivalità principale è quella tra il WWF Champion The Undertaker e Faarooq. Nella puntata di Raw del 12 maggio 1997, Faarooq interviene attaccando Undertaker quando quest'ultimo stava schienando Savio Vega.

## Risultati
| # | Risultati | Stipulazioni                         | Durata |
| - | --- | ------------------------------------ | ------ |
| 1 | Hunter Hearst Helmsley (con Chyna) ha sconfitto Ahmed Johnson                                                                   | King of the Ring semi-final match    | 07:42  |
| 2 | Mankind ha sconfitto Jerry Lawler                                                                                               | King of the Ring semi-final match    | 10:24  |
| 3 | Goldust (con Marlena) ha sconfitto Crush (con D'Lo Brown e Clarence Mason)                                                      | Single match                         | 09:56  |
| 4 | The Hart Foundation (Owen Hart, The British Bulldog e Jim Neidhart) ha sconfitto Sycho Sid e The Legion of Doom (Hawk e Animal) | Six-man tag team match               | 13:37  |
| 5 | Hunter Hearst Helmsley (con Chyna) ha sconfitto Mankind                                                                         | King of the Ring final match         | 19:26  |
| 6 | Shawn Michaels vs. Steve Austin termina in una doppia squalifica                                                                | Single match                         | 22:29  |
| 7 | The Undertaker (c) (con Paul Bearer) ha sconfitto Faarooq (con Crush, Savio Vega, D'Lo Brown e Clarence Mason)                  | Single match per il WWF Championship | 13:43  |

### Struttura del torneo
|  | Quarti di finale (TV) | Quarti di finale (TV)  | Quarti di finale (TV)  |         |              | Semifinali (PPV) | Semifinali (PPV) | Semifinali (PPV) |  |  | Finale (PPV) | Finale (PPV)           | Finale (PPV) |
|  |                       |                        |                        |         |              |                  |                  |                  |  |  |              |                        |              |
|  | 1                     | Ahmed Johnson          | DQ                     |         |              |                  |                  |                  |  |  |              |                        |              |
|  | 8                     | Hunter Hearst Helmsley | 03:25                  |         |              |                  |                  |                  |  |  |              |                        |              |
|  | 8                     | Hunter Hearst Helmsley | 03:25                  |         |              | Ahmed Johnson    | Schienamento     |                  |  |  |              |                        |              |
|  |                       |                        |                        |         |              | Ahmed Johnson    | Schienamento     |                  |  |  |              |                        |              |
|  |                       |                        | Hunter Hearst Helmsley | 07:42   |              |                  |                  |                  |  |  |              |                        |              |
|  | 4                     | Hunter Hearst Helmsley | Hunter Hearst Helmsley | 07:42   | Schienamento |                  |                  |                  |  |  |              |                        |              |
|  | 4                     | Hunter Hearst Helmsley |                        |         | Schienamento |                  |                  |                  |  |  |              |                        |              |
|  | 5                     | Crush                  | 18:56                  |         |              |                  |                  |                  |  |  |              |                        |              |
|  |                       |                        |                        |         |              |                  |                  |                  |  |  |              | Hunter Hearst Helmsley | Schienamento |
|  |                       |                        |                        | Mankind | 19:28        |                  |                  |                  |  |  |              |                        |              |
|  | 3                     | Goldust                | Schienamento           |         |              |                  |                  |                  |  |  |              |                        |              |
|  | 6                     | Jerry Lawler           | 11:55                  |         |              |                  |                  |                  |  |  |              |                        |              |
|  | 6                     | Jerry Lawler           | 11:55                  |         |              | Jerry Lawler     | Sottomissione    |                  |  |  |              |                        |              |
|  |                       |                        |                        |         |              | Jerry Lawler     | Sottomissione    |                  |  |  |              |                        |              |
|  |                       |                        | Mankind                | 10:24   |              |                  |                  |                  |  |  |              |                        |              |
|  | 2                     | Mankind                | Mankind                | 10:24   | Schienamento |                  |                  |                  |  |  |              |                        |              |
|  | 2                     | Mankind                |                        |         | Schienamento |                  |                  |                  |  |  |              |                        |              |
|  | 7                     | Savio Vega             | 14:35                  |         |              |                  |                  |                  |  |  |              |                        |              |